# Trailer
Il trailer (dall'inglese, lett. "rimorchio", poiché in origine era proiettato nella sala cinematografica dopo il film in scaletta), in italiano promo o lancio (in passato chiamato provino o prossimamente, in quest'ultimo caso per via della scritta «prossimamente su questi schermi» che appariva quasi sempre al termine del medesimo), nasce come breve video promozionale di un film di prossima uscita. In siffatta veste, ha come proprio fine quello di suscitare interesse e aspettativa verso la nuova pellicola da parte dei suoi potenziali spettatori, mostrandone alcune sequenze (di regola quelle più eccitanti e divertenti).
Il formato del trailer di un film è stato successivamente adottato come veicolo pubblicitario anche per libri, programmi televisivi, videogiochi, concerti ed eventi teatrali.

## Iltrailerdi un film

### Storia
Sin dagli albori del cinema i gestori delle sale si resero conto della necessità di mettere in atto delle forme di propaganda per attirare la gente. La prima bobina al mondo predisposta per il summenzionato scopo venne infatti proiettata da Georges Méliès all'esterno del suo Théâtre Robert-Houdin di Parigi già nel 1898.
Fino agli anni Cinquanta la struttura di questo genere di filmati non fu praticamente mai cambiata qualunque fosse la pellicola da far conoscere: le scene più significative venivano legate insieme da una stentorea voce fuori campo che ne descriveva le caratteristiche salienti; facevano seguito delle brevi sequenze contenenti i primi piani degli attori principali (di frequente con i rispettivi nomi in sovrimpressione) e le loro battute clou. Successivamente hanno invece acquisito un taglio più moderno, per quanto saltuariamente ricorra ancora oggi quello tradizionale.
In linea di massima, a occuparsi della loro realizzazione era la casa di produzione o di distribuzione del film reclamizzato e solo in rarissimi casi vi provvedeva al contrario il suo regista. I due cineasti più famosi che vollero firmare in prima persona la presentazione dei propri lavori furono Alfred Hitchcock e Cecil B. DeMille. Il primo prese inoltre l'abitudine di utilizzare  dei contenuti registrati espressamente per il trailer (i cosiddetti special shoots e nei quali, il più delle volte, compariva di persona). Per quello de Gli uccelli, ad esempio, realizzò un cortometraggio originale, della durata di cinque minuti e dal finale angoscioso e ricco di suspense, in cui era il protagonista di un'ironica conferenza sul tema.
Accanto all'originaria loro proiezione nei cinema, col tempo ha acquisito sempre maggiore importanza la loro trasmissione in televisione e diffusione sul web, di tanto in tanto venendo montati in maniera diversa (o persino creati ex novo) appositamente per il mezzo adoperato. L'Internet, in particolare, è ritenuto attualmente lo strumento più efficace di promozione di un film, tanto che, sui circa dieci miliardi di video che vengono guardati online ogni anno, i trailer cinematografici si piazzano al terzo posto per numero di visualizzazioni, dopo le notizie e le immagini amatoriali. Questa situazione potrebbe però mutare, almeno in Italia, dopo che la Società Italiana degli Autori ed Editori ha reso noto che la loro pubblicazione sul web richiede il rilascio di un'opportuna licenza con costi a partire da mille euro annui. Tale comunicazione ha sollevato parecchie perplessità e critiche e ha provocato su alcuni siti la polemica rimozione di tutti i file incriminati.

### Caratteristiche

#### La tipologiastandard
In pochi minuti (soventemente in meno di due, ma talora si arriva alla decina), il trailer di un film cerca di illustrarne la storia nella maniera più attraente possibile e senza svelarne il finale. Alcuni risultano così ben costruiti che riescono a ingannare lo spettatore, facendogli credere che il film pubblicizzato sia migliore di ciò che è effettivamente.
Gli elementi comuni alla maggioranza di loro sono:
- le eventuali avvertenze sul divieto di visione per le persone più giovani di una determinata età;
- il logo della casa di produzione e/o del distributore del film;
- la voce narrante che introduce le scene dando delle informazioni sulla storia;
- alcune delle musiche comprese nella colonna sonora del film;
- i nomi dei protagonisti, tramite delle scritte in sovrimpressione o elencati dalla voce narrante, di solito in abbinamento a una carrellata di immagini che ne mostrano il volto; usualmente sono rammentati, in tutto o in parte, i film di successo in cui hanno recitato e/o i premi da loro vinti;
- il nome del regista (se è ben conosciuto); anche in questa circostanza si possono menzionare film e riconoscimenti precedenti;
- la data, o quanto meno la stagione, di uscita del film nelle sale.

In certi casi il trailer mostra delle riprese che sono completamente assenti nel film poiché tagliate in fase di post-produzione o perché sono state girate proprio per essere inserite solo in esso. Bisogna altresì ricordare che normalmente la realizzazione dello stesso inizia  quando il film è ancora in lavorazione, potendo dunque giovarsi direttamente dell'intero materiale dei "giornalieri". Pertanto, in riferimento a una scena che apparirà sia nel trailer che nel film, il montatore del primo potrebbe benissimo decidere di avvalersi di un ciak differente da quello poi selezionato dal montatore del secondo.

#### Ilteaser trailer
Il teaser trailer si distingue dal trailer di catalogazione standard principalmente per il fatto di non mostrare una serie di rapide sequenze del film propagandato, bensì solamente una di grande effetto. Detto tipo di prodotto è generalmente di brevissima durata (dai trenta secondi al minuto).

#### Le altre tipologie
Da un po' di tempo a oggi, per le campagne commerciali dei grandi blockbuster si fa abitualmente ricorso pure a due nuove categorie di trailer: le featurette (brevi filmati del "dietro le quinte") e dei veri e propri servizi televisivi di approfondimento con interviste al cast e al regista (o magari al responsabile degli effetti speciali che illustra le tecniche impiegate).

## Iltrailerdi un libro
I primi esempi di trailer di opere letterarie (nella lingua inglese definiti specificatamente book trailers) vennero alla luce in California all'inizio degli anni Novanta e consisterono in delle semplici videoproiezioni di cui ci si serviva durante le presentazioni delle opere stesse.